# Garage Citroën (Lyon)
Pour l'article sur la marque automobile, voir Citroën.
Le garage Citroën de Lyon est un bâtiment en béton armé construit en 1932, inscrit aux monuments historiques, situé rue de Marseille, dans le 7e arrondissement de la ville de Lyon, en France. Il constitue un témoignage de l'architecture fonctionnaliste de l'entre-deux-guerres.
Il est constitué d'un rez-de-chaussée surmonté de cinq étages et mesure 130 m de long pour 52 m de large.

## Histoire
Il a été construit entre 1930 et 1932 par Maurice-Jacques Ravazé, qui était alors à la tête du service d'architecture de Citroën. Parmi la vingtaine de constructions de même style élevées en France métropolitaine pour la société Citroën, le garage de Lyon était le plus imposant et est le seul subsistant aujourd'hui, quoique son affectation ait changé. L'artiste ferronnier Jean Prouvé est l'auteur de la verrière, des rampes et balustrades, des portes en métal et des cabines d'ascenseur. À son ouverture, le bâtiment revendiquait le titre de « plus grande station service du monde » et disposait d'un garage pouvant accueillir mille voitures.
Le bâtiment est inscrit à l'inventaire supplémentaire des Monuments historiques le 18 mai 1992. Du fait des complications administratives que l'inscription est susceptible d'entraîner en cas de velléités de travaux, Citroën conteste l'inscription en justice mais est déboutée de sa requête en 1995.
Une rénovation est entreprise en 1996 par Citroën, qui exploite encore la totalité du bâtiment. Elle consiste principalement à repeindre la façade et la mettre en valeur la nuit par des éclairages dans la tradition lyonnaise.
En 2011, le groupe 6e Sens Immobilier acquiert le garage en vue d'une réhabilitation du bâtiment. Les travaux sont effectués de 2013 à 2015 et coûtent 33 millions d'euros. Après ces travaux de réhabilitation, le bâtiment développe 31 500 m2 de surface brute. Le garage Citroën continue d'occuper les 4 500 m2 du rez-de-chaussée. Dans les cinq étages se répartissent 200 places de parking et 16 500 m2 de bureaux. Le grand hall de style Art déco de plus de 15 m de hauteur sous plafond a été remis en valeur. Certains éléments de décors, tels les garde-corps de Jean Prouvé, ont été restaurés ou refabriqués à l'identique, sauf la porte monumentale principale, réinterprétée d'après les dessin de Jean Prouvé par l'architecte Charlotte Vergély . Les rampes d'origine ont été conservées, offrant un stationnement à chaque niveau de bureaux.

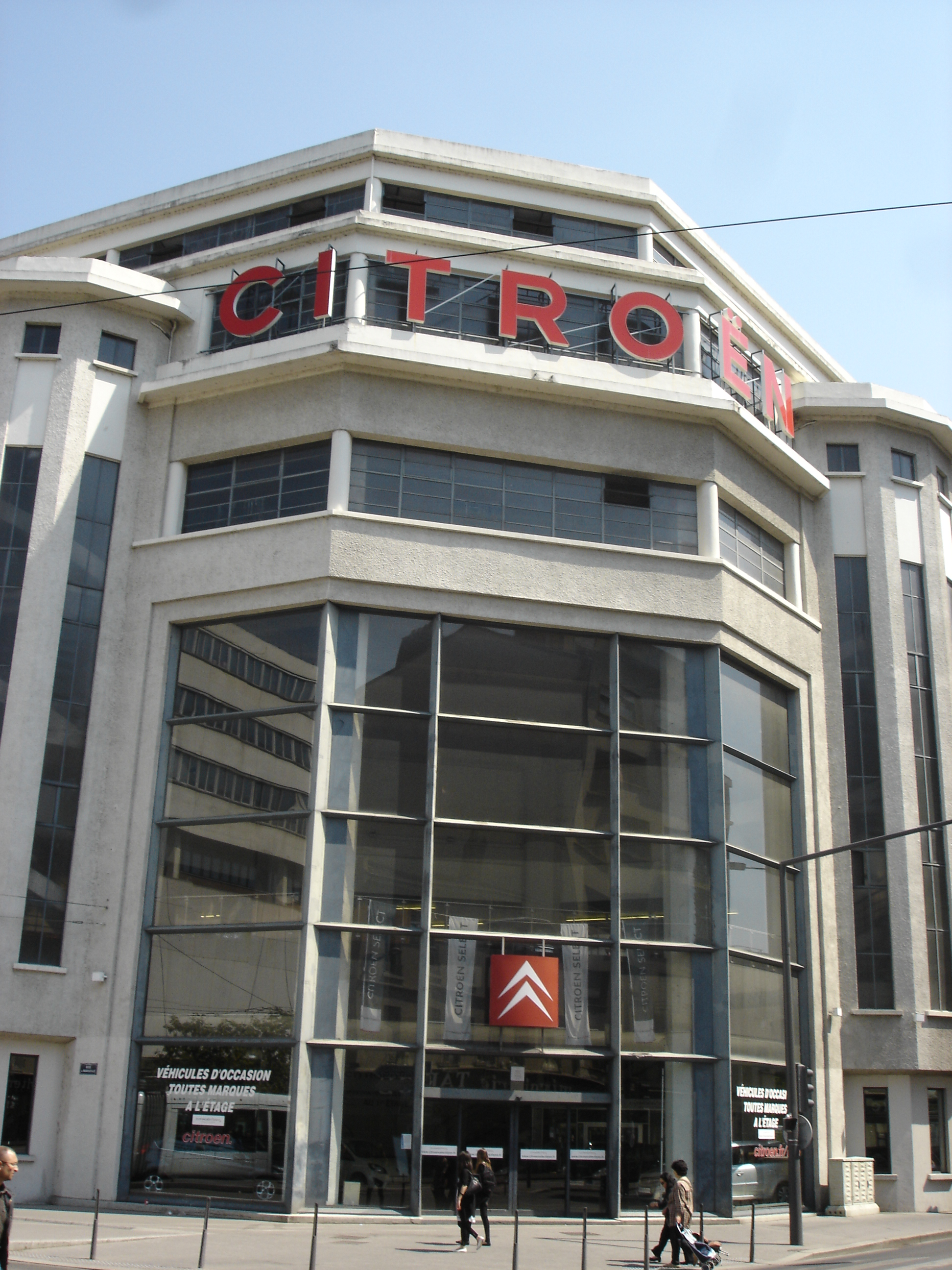
La façade avant les travaux de réhabilitation (2011).
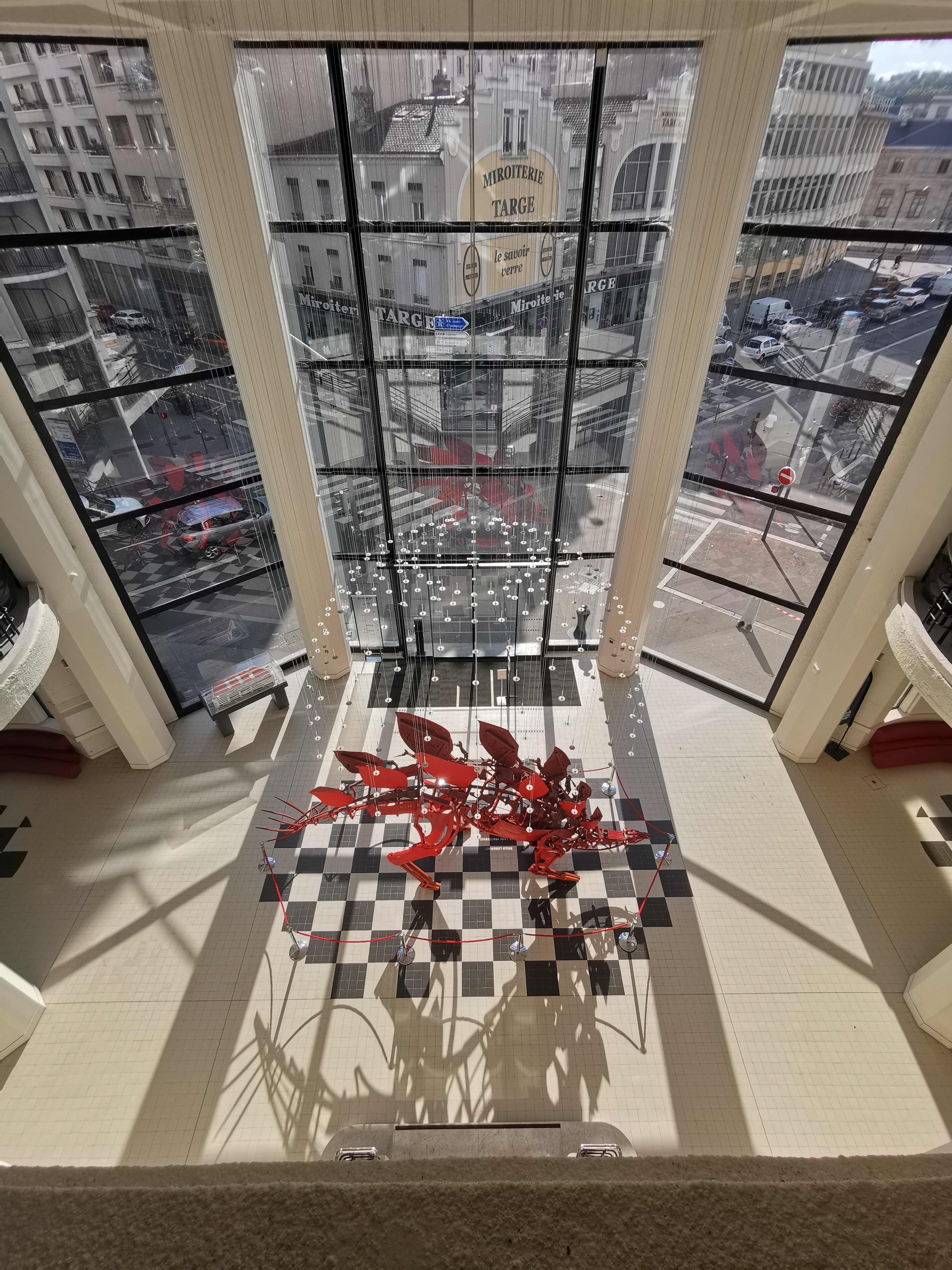
Rue de l'université (et rue de Marseille) vue du 3e étage.
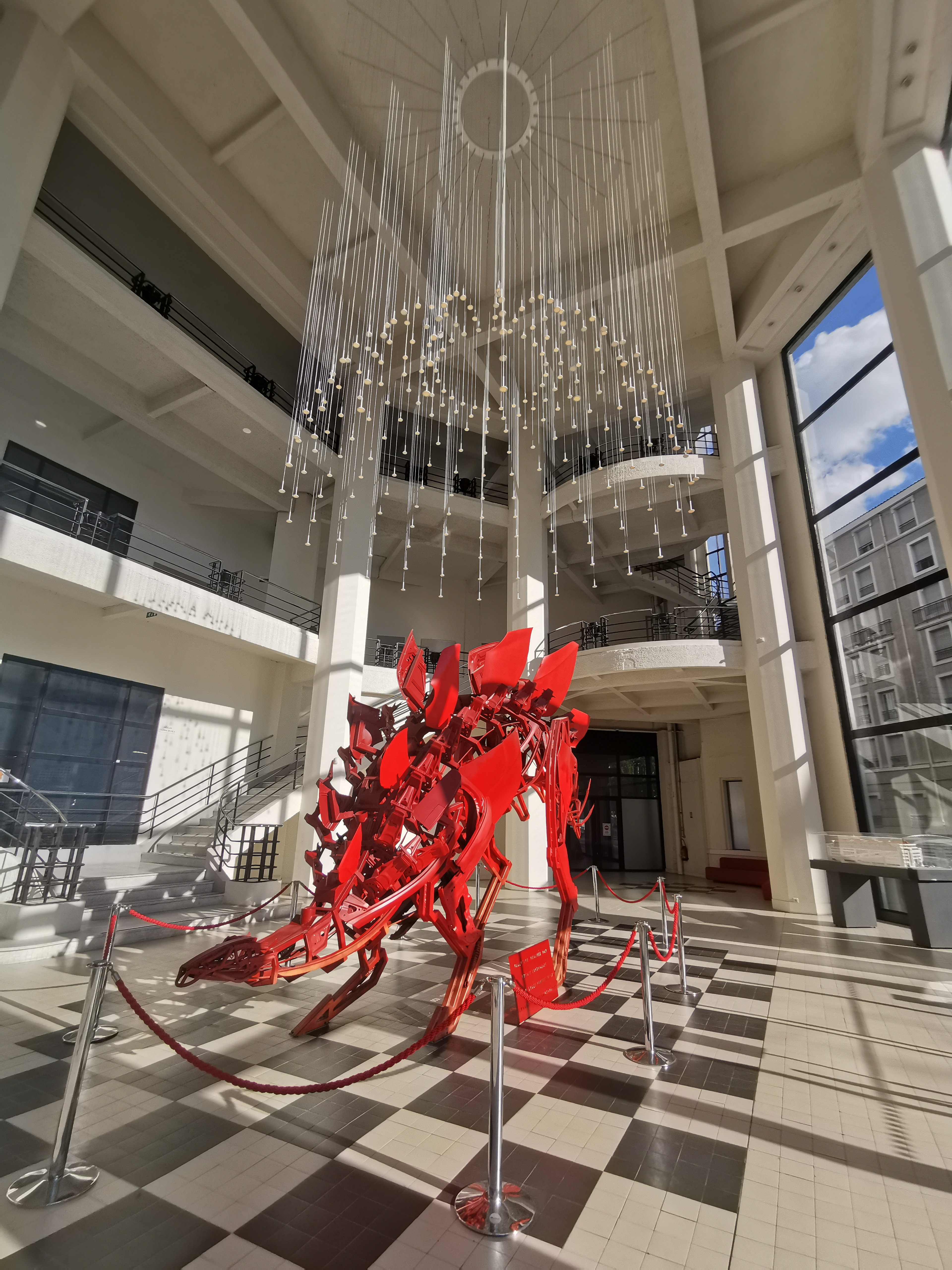
Le hall après les travaux.